# 5 août aux Jeux olympiques d'été de 2020
Navigation
Juillet :
- 21
- 22
- 23
- 24
- 25
- 26
- 27
- 28
- 29
- 30
- 31

Août : 
- 1er
- 2
- 3
- 4
- 5
- 6
- 7
- 8

Le jeudi 5 août aux Jeux olympiques d'été de 2020 est le seizième jour de compétition.

## Programme
| Heure UTC+09:00 (Japon)                       |               |
| bleu                                          | Cérémonie     |
| neutre                                        | Épreuve       |
| or                                            | Finale        |
| orange                                        | Petite finale |
| rose                                          | Reporté       |
| gris                                          | Annulé        |
| Compétition masculine                         | Hommes        |
| Compétition féminine                          | Femmes        |
| Compétition mixte (hommes et femmes mélangés) | Mixte         |
| Compétition en couple (1 homme et 1 femme)    | Couple        |
| modifier                                      |               |

| Horaire | Discipline Spécialité | Discipline Spécialité                              | Discipline Spécialité | Phase                              | Résultats                                                                  | Références |
| ------- | --------------------- | -------------------------------------------------- | --------------------- | ---------------------------------- | -------------------------------------------------------------------------- | ---------- |
| 6 h 30  |                       | Natation 10 km eau libre                           | Compétition hommes    | Finale                             | Florian Wellbrock · Kristóf Rasovszky · Gregorio Paltrinieri               |            |
| 7 h 30  |                       | Golf Compétition féminine (Tour 2)                 | Compétition femmes    | Tour de compétition                | -                                                                          | -          |
| 9 h     |                       | Athlétisme Décathlon (110 m haies)                 | Compétition hommes    | Tour de compétition                | -                                                                          | -          |
| 9 h     |                       | Athlétisme Saut en hauteur                         | Compétition femmes    | Qualifications                     | -                                                                          | -          |
| 9 h     |                       | Athlétisme Heptathlon (Saut en longueur)           | Compétition femmes    | Tour de compétition                | -                                                                          | -          |
| 9 h     |                       | Athlétisme Décathlon (Lancer du disque)            | Compétition hommes    | Tour de compétition                | -                                                                          | -          |
| 9 h     |                       | Athlétisme Relais 4 × 100 m                        | Compétition femmes    | Séries                             | -                                                                          | -          |
| 9 h     |                       | Athlétisme Triple saut                             | Compétition hommes    | Finale                             | Pedro Pichardo · Zhu Yaming · Hugues Fabrice Zango                         |            |
| 9 h     |                       | Athlétisme Lancer du poids                         | Compétition hommes    | Finale                             | Ryan Crouser · Joe Kovacs · Tomas Walsh                                    |            |
| 9 h     |                       | Athlétisme Relais 4 × 100 m                        | Compétition hommes    | Séries                             | -                                                                          | -          |
| 9 h     |                       | Athlétisme 110 m haies                             | Compétition hommes    | Finale                             | Hansle Parchment · Grant Holloway · Ronald Levy                            |            |
| 9 h     |                       | Athlétisme Décathlon (Saut à la perche)            | Compétition hommes    | Tour de compétition                | -                                                                          | -          |
| 9 h     |                       | Athlétisme Heptathlon (Lancer du javelot)          | Compétition femmes    | Tour de compétition                | -                                                                          | -          |
| 9 h     |                       | Beach-volley Tournoi masculin                      | Compétition hommes    | Demi-finale                        | Mol / Sørum 2-0 Pļaviņš / Točs                                             |            |
| 9 h     |                       | Beach-volley Tournoi féminin                       | Compétition femmes    | Demi-finale                        | Heidrich / Vergé-Dépré 0-2 Klineman / Ross                                 |            |
| 9 h     |                       | Skateboard Park                                    | Compétition hommes    | Tours préliminaires                | -                                                                          | -          |
| 9 h     |                       | Skateboard Park                                    | Compétition hommes    | Finale                             | Keegan Palmer · Pedro Barros · Cory Juneau                                 |            |
| 9 h 30  |                       | Canoë-kayak (course en ligne) K1 200 m             | Compétition hommes    | Demi-finale                        | -                                                                          | -          |
| 9 h 30  |                       | Canoë-kayak (course en ligne) C1 200 m             | Compétition femmes    | Demi-finale                        | -                                                                          | -          |
| 9 h 30  |                       | Canoë-kayak (course en ligne) K1 500 m             | Compétition femmes    | Demi-finale                        | -                                                                          | -          |
| 9 h 30  |                       | Canoë-kayak (course en ligne) K2 1 000 m           | Compétition hommes    | Demi-finale                        | -                                                                          | -          |
| 9 h 30  |                       | Canoë-kayak (course en ligne) K1 200 m             | Compétition hommes    | Finale                             | Sándor Tótka · Manfredi Rizza · Liam Heath                                 |            |
| 9 h 30  |                       | Canoë-kayak (course en ligne) C1 200 m             | Compétition femmes    | Finale                             | Nevin Harrison · Laurence Vincent-Lapointe · Liudmyla Luzan                |            |
| 9 h 30  |                       | Canoë-kayak (course en ligne) K1 500 m             | Compétition femmes    | Finale                             | Lisa Carrington · Tamara Csipes · Emma Jørgensen                           |            |
| 9 h 30  |                       | Canoë-kayak (course en ligne) K2 1 000 m           | Compétition hommes    | Finale                             | Australie · Allemagne · Tchéquie                                           |            |
| 10 h    |                       | Karaté Kata                                        | Compétition femmes    | Tour préliminaire                  | -                                                                          | -          |
| 10 h    |                       | Karaté Kata                                        | Compétition femmes    | Tour de classement                 | -                                                                          | -          |
| 10 h    |                       | Karaté Kumite - Poids légers (moins de 67 kg)      | Compétition hommes    | Tour préliminaire                  | -                                                                          | -          |
| 10 h    |                       | Plongeon Haut-vol à 10 m                           | Compétition femmes    | Demi-finale                        | -                                                                          | -          |
| 10 h 30 |                       | Hockey sur gazon Tournoi masculin                  | Compétition hommes    | Petite finale                      | Allemagne 4-5 Inde                                                         |            |
| 11 h    |                       | Lutte Libre - Moins de 57 kg                       | Compétition hommes    | Repêchages                         | -                                                                          | -          |
| 11 h    |                       | Lutte Libre - Moins de 57 kg                       | Compétition femmes    | Repêchages                         | -                                                                          | -          |
| 11 h    |                       | Lutte Libre - Moins de 86 kg                       | Compétition hommes    | Repêchages                         | -                                                                          | -          |
| 11 h    |                       | Lutte Libre - Moins de 74 kg                       | Compétition hommes    | 8e de finale                       | -                                                                          | -          |
| 11 h    |                       | Lutte Libre - Moins de 53 kg                       | Compétition femmes    | 8e de finale                       | -                                                                          | -          |
| 11 h    |                       | Lutte Libre - Moins de 125 kg                      | Compétition hommes    | 8e de finale                       | -                                                                          | -          |
| 11 h    |                       | Lutte Libre - Moins de 74 kg                       | Compétition hommes    | Quart de finale                    | -                                                                          | -          |
| 11 h    |                       | Lutte Libre - Moins de 53 kg                       | Compétition femmes    | Quart de finale                    | -                                                                          | -          |
| 11 h    |                       | Lutte Libre - Moins de 125 kg                      | Compétition hommes    | Quart de finale                    | -                                                                          | -          |
| 11 h    |                       | Tennis de table Par équipes dames                  | Compétition femmes    | Petite finale                      | Allemagne 1-3 Hong Kong                                                    |            |
| 13 h    |                       | Pentathlon moderne Individuel                      | Compétition femmes    | Épreuves de classement en escrime  | -                                                                          | -          |
| 13 h    |                       | Pentathlon moderne Individuel                      | Compétition hommes    | Épreuves de classement en escrime  | -                                                                          | -          |
| 13 h    |                       | Volley-ball Tournoi masculin                       | Compétition hommes    | Demi-finale                        | Brésil 1-3 ROC                                                             |            |
| 13 h 15 |                       | Basket-ball Tournoi masculin                       | Compétition hommes    | Demi-finale                        | États-Unis 97-78 Australie                                                 |            |
| 14 h    |                       | Boxe Poids légers (moins 60 kg)                    | Compétition femmes    | -                                  | -                                                                          | -          |
| 14 h    |                       | Boxe Poids mouches (moins 52 kg)                   | Compétition hommes    | -                                  | -                                                                          | -          |
| 14 h    |                       | Boxe Poids moyens (moins 75 kg)                    | Compétition hommes    | -                                  | -                                                                          | -          |
| 14 h    |                       | Boxe Poids plumes (moins 57 kg)                    | Compétition hommes    | Finale                             | Albert Batyrgaziev · Duke Ragan · Lázaro Álvarez / Samuel Takyi            |            |
| 14 h    |                       | Water-polo Tournoi féminin                         | Compétition femmes    | Match de classement (5e-8e places) | Chine 6-13 Pays-Bas                                                        |            |
| 15 h    |                       | Plongeon Haut-vol à 10 m                           | Compétition femmes    | Finale                             | Quan Hongchan · Chen Yuxi · Melissa Wu                                     |            |
| 15 h 30 |                       | Cyclisme sur piste Omnium (Course scratch)         | Compétition hommes    | -                                  | -                                                                          | -          |
| 15 h 30 |                       | Cyclisme sur piste Vitesse individuelle            | Compétition hommes    | -                                  | -                                                                          | -          |
| 15 h 30 |                       | Cyclisme sur piste Keirin                          | Compétition femmes    | -                                  | -                                                                          | -          |
| 15 h 30 |                       | Cyclisme sur piste Vitesse individuelle            | Compétition hommes    | -                                  | -                                                                          | -          |
| 15 h 30 |                       | Cyclisme sur piste Omnium (Course tempo)           | Compétition hommes    | -                                  | -                                                                          | -          |
| 15 h 30 |                       | Cyclisme sur piste Vitesse individuelle            | Compétition hommes    | -                                  | -                                                                          | -          |
| 15 h 30 |                       | Cyclisme sur piste Keirin                          | Compétition femmes    | -                                  | -                                                                          | -          |
| 15 h 30 |                       | Cyclisme sur piste Omnium (Course à l'élimination) | Compétition hommes    | -                                  | -                                                                          | -          |
| 15 h 30 |                       | Cyclisme sur piste Keirin                          | Compétition femmes    | -                                  | -                                                                          | -          |
| 15 h 30 |                       | Cyclisme sur piste Keirin                          | Compétition femmes    | Finale                             | Shanne Braspennincx · Ellesse Andrews · Lauriane Genest                    |            |
| 15 h 30 |                       | Cyclisme sur piste Omnium (Course aux points)      | Compétition hommes    | Finale                             | Matthew Walls · Campbell Stewart · Elia Viviani                            |            |
| 15 h 30 |                       | Cyclisme sur piste Vitesse individuelle            | Compétition hommes    | -                                  | -                                                                          | -          |
| 15 h 30 |                       | Water-polo Tournoi féminin                         | Compétition femmes    | Match de classement (5e-8e places) | ROC 11-15 États-Unis                                                       |            |
| 16 h 30 |                       | Athlétisme 20 km marche                            | Compétition hommes    | Finale                             | Massimo Stano · Kōki Ikeda · Toshikazu Yamanishi                           |            |
| 17 h    |                       | Football Tournoi féminin                           | Compétition femmes    | Petite finale                      | Australie 3-4 États-Unis                                                   |            |
| 17 h    |                       | Handball Tournoi masculin                          | Compétition hommes    | Demi-finale                        | France 27-23 Égypte                                                        |            |
| 17 h    |                       | Karaté Kumite - Poids légers (moins de 55 kg)      | Compétition femmes    | Tour préliminaire                  | -                                                                          | -          |
| 17 h    |                       | Karaté Kata                                        | Compétition femmes    | Finale                             | Sandra Sánchez · Kiyou Shimizu · Viviana Bottaro / Grace Lau               |            |
| 17 h    |                       | Karaté Kumite - Poids légers (moins de 67 kg)      | Compétition hommes    | Demi-finale                        | -                                                                          | -          |
| 17 h    |                       | Karaté Kumite - Poids légers (moins de 55 kg)      | Compétition femmes    | Demi-finale                        | -                                                                          | -          |
| 17 h    |                       | Karaté Kumite - Poids légers (moins de 67 kg)      | Compétition hommes    | Finale                             | Steven Da Costa · Eray Şamdan · Darkhan Assadilov / Abdelrahman Al-Masatfa |            |
| 17 h    |                       | Karaté Kumite - Poids légers (moins de 55 kg)      | Compétition femmes    | Finale                             | Ivet Goranova · Anzhelika Terliuga · Bettina Plank / Wen Tzu-yun           |            |
| 17 h 30 |                       | Escalade Combiné                                   | Compétition hommes    | Finale                             | Alberto Ginés López · Nathaniel Coleman · Jakob Schubert                   |            |
| 18 h 15 |                       | Lutte Libre - Moins de 74 kg                       | Compétition hommes    | Demi-finale                        | -                                                                          | -          |
| 18 h 15 |                       | Lutte Libre - Moins de 125 kg                      | Compétition hommes    | Demi-finale                        | -                                                                          | -          |
| 18 h 15 |                       | Lutte Libre - Moins de 53 kg                       | Compétition femmes    | Demi-finale                        | -                                                                          | -          |
| 18 h 15 |                       | Lutte Libre - Moins de 57 kg                       | Compétition hommes    | Finale                             | Zaur Uguyev · Ravi Kumar · Thomas Gilman / Nurislam Sanayev                |            |
| 18 h 15 |                       | Lutte Libre - Moins de 86 kg                       | Compétition hommes    | Finale                             | David Taylor · Hassan Yazdani · Myles Amine / Artur Nayfonov               |            |
| 18 h 15 |                       | Lutte Libre - Moins de 57 kg                       | Compétition femmes    | Finale                             | Risako Kawai · Iryna Kurachkina · Helen Maroulis / Evelina Nikolova        |            |
| 18 h 20 |                       | Water-polo Tournoi féminin                         | Compétition femmes    | Demi-finale                        | Australie 14-12 Canada                                                     |            |
| 19 h    |                       | Athlétisme Décathlon (Lancer du javelot)           | Compétition hommes    | -                                  | -                                                                          | -          |
| 19 h    |                       | Athlétisme Saut à la perche                        | Compétition femmes    | Finale                             | Katie Nageotte · Anzhelika Sidorova · Holly Bradshaw                       |            |
| 19 h    |                       | Athlétisme Relais 4 × 400 m                        | Compétition femmes    | -                                  | -                                                                          | -          |
| 19 h    |                       | Athlétisme 1 500 m                                 | Compétition hommes    | -                                  | -                                                                          | -          |
| 19 h    |                       | Athlétisme 400 m                                   | Compétition hommes    | Finale                             | Karsten Warholm · Rai Benjamin · Alison dos Santos                         |            |
| 19 h    |                       | Athlétisme Heptathlon (800 m)                      | Compétition femmes    | Finale                             | Nafissatou Thiam · Anouk Vetter · Emma Oosterwegel                         |            |
| 19 h    |                       | Athlétisme Décathlon (1 500 m)                     | Compétition hommes    | Finale                             | Damian Warner · Kevin Mayer · Ashley Moloney                               |            |
| 19 h    |                       | Baseball Tournoi masculin                          | Compétition hommes    | Demi-finale                        | Corée du Sud 2-7 États-Unis                                                |            |
| 19 h    |                       | Hockey sur gazon Tournoi masculin                  | Compétition hommes    | Finale                             | Australie 1 (2)-1 (3) Belgique                                             |            |
| 19 h 30 |                       | Tennis de table Par équipes dames                  | Compétition femmes    | Finale                             | Chine 3-0 Japon                                                            |            |
| 19 h 50 |                       | Water-polo Tournoi féminin                         | Compétition femmes    | Demi-finale                        | Espagne 8-6 Hongrie                                                        |            |
| 20 h    |                       | Basket-ball Tournoi masculin                       | Compétition hommes    | Demi-finale                        | France 90-89 Slovénie                                                      |            |
| 21 h    |                       | Beach-volley Tournoi masculin                      | Compétition hommes    | Demi-finale                        | Ahmed / Cherif 0-2 Krasilnikov / Stoyanovskiy                              |            |
| 21 h    |                       | Beach-volley Tournoi féminin                       | Compétition femmes    | Demi-finale                        | Artacho del Solar / Clancy 2-0 Graudiņa / Kravčenoka                       |            |
| 21 h    |                       | Handball Tournoi masculin                          | Compétition hommes    | Demi-finale                        | Espagne 23-27 Danemark                                                     |            |
| 21 h    |                       | Volley-ball Tournoi masculin                       | Compétition hommes    | Demi-finale                        | France 3-0 Argentine                                                       |            |

## Tableaux des médailles
| Rang  | Nation           | Or | Argent | Bronze | Total |
| ----- | ---------------- | -- | ------ | ------ | ----- |
| 1     | États-Unis       | 4  | 5      | 4      | 13    |
| 2     | Chine            | 2  | 2      | 0      | 4     |
| 3     | Australie        | 2  | 1      | 2      | 5     |
| 4     | ROC              | 2  | 1      | 1      | 4     |
| 5     | Belgique         | 2  | 0      | 0      | 2     |
| 5     | Espagne          | 2  | 0      | 0      | 2     |
| 7     | Japon            | 1  | 3      | 1      | 5     |
| 8     | Nouvelle-Zélande | 1  | 2      | 1      | 4     |
| 9     | Hongrie          | 1  | 2      | 0      | 3     |
| 10    | Italie           | 1  | 1      | 3      | 5     |
| 11    | Canada           | 1  | 1      | 1      | 3     |
| 11    | Pays-Bas         | 1  | 1      | 1      | 3     |
| 13    | France           | 1  | 1      | 0      | 2     |
| 13    | Allemagne        | 1  | 1      | 0      | 2     |
| 15    | Grande-Bretagne  | 1  | 0      | 2      | 3     |
| 16    | Bulgarie         | 1  | 0      | 1      | 2     |
| 16    | Jamaïque         | 1  | 0      | 1      | 2     |
| 18    | Norvège          | 1  | 0      | 0      | 1     |
| 18    | Portugal         | 1  | 0      | 0      | 1     |
| 20    | Brésil           | 0  | 1      | 1      | 2     |
| 20    | Inde             | 0  | 1      | 1      | 2     |
| 20    | Ukraine          | 0  | 1      | 1      | 2     |
| 23    | Biélorussie      | 0  | 1      | 0      | 1     |
| 23    | Iran             | 0  | 1      | 0      | 1     |
| 23    | Turquie          | 0  | 1      | 0      | 1     |
| 26    | Autriche         | 0  | 0      | 2      | 2     |
| 26    | Hong Kong        | 0  | 0      | 2      | 2     |
| 26    | Kazakhstan       | 0  | 0      | 2      | 2     |
| 29    | Burkina Faso     | 0  | 0      | 1      | 1     |
| 29    | Cuba             | 0  | 0      | 1      | 1     |
| 29    | Danemark         | 0  | 0      | 1      | 1     |
| 29    | Ghana            | 0  | 0      | 1      | 1     |
| 29    | Jordanie         | 0  | 0      | 1      | 1     |
| 29    | Saint-Marin      | 0  | 0      | 1      | 1     |
| 29    | Taipei chinois   | 0  | 0      | 1      | 1     |
| 29    | Tchéquie         | 0  | 0      | 1      | 1     |
| Total | Total            | 27 | 27     | 35     | 89    |

| Rang  | Nation | Or | Argent | Bronze | Total |
| ----- | ------ | -- | ------ | ------ | ----- |
| 1     |        |    |        |        |       |
| 2     |        |    |        |        |       |
| 3     |        |    |        |        |       |
| 4     |        |    |        |        |       |
| 5     |        |    |        |        |       |
| Total |        |    |        |        |       |